# Ура (Татарстан)
Ура (тат. Ор, اور) — село в Балтасинском районе Республики Татарстан. Входит в состав Шишинерского сельского поселения.

## Географическое положение
Село расположено на севере Татарстана, в восточной части Балтасинского района, в северной части сельского поселения. Расстояние до районного центра (посёлка городского типа Балтаси) — 18 км. Абсолютная высота — 91 метр над уровнем моря. Ближайшие населённые пункты — Шишинер, Смаиль, Нослы, Бурнак, Старая Турья.

## История
В «Списке населённых мест Российской империи», изданном в 1876 году по сведениям 1859 года, населённый пункт упомянут как казённая деревня Ура и казённый починок Студеной Ключ 3-го стана Малмыжского уезда Вятской губернии. Располагались при ключе Студеном, по Сибирскому почтовому тракту, в 15 верстах от уездного города Малмыжа и в 11 верстах от становой квартиры в казённом селе Цыпья. В деревне и починке, в 144 дворах проживали 996 человек (501 мужчина и 495 женщин).

## Население
По данным всероссийской переписи 2010 года численность населения села составляла 431 человека.

## Инфраструктура
В селе имеется основная общеобразовательная школа, детский сад, дом культуры, фельдшерско-акушерский пункт и отделение связи.
Общая площадь жилого фонда села — 10,7 тыс. м².
Уличная сеть села состоит из 2 улиц.